# Copa CECAFA 1979
La Copa CECAFA de 1979 fue la séptima edición del campeonato regional del África del Este.
Todos los partidos se jugaron en Nairobi y Mombasa del 3 de noviembre hasta el 17 de noviembre.

## Información
- El torneo siginificó el debut de  Sudán, que había logrado su afiliación a la CECAFA y así ampliando el número de equipos inscritos a ocho; sin embargo, no jugaron todos debido a que  Somalia anunció poco antes de que iniciara el certamen que no iba a participar.

## Grupo A
| Equipo   | Pts | Pld | W | D | L | GF | GA | GD |
| -------- | --- | --- | - | - | - | -- | -- | -- |
| Kenia    | 5   | 3   | 2 | 1 | 0 | 6  | 2  | +4 |
| Tanzania | 4   | 3   | 1 | 2 | 0 | 7  | 5  | +2 |
| Zambia   | 3   | 3   | 1 | 1 | 1 | 5  | 6  | -1 |
| Uganda   | 0   | 3   | 0 | 0 | 3 | 5  | 10 | -5 |

| 3 de noviembre de 1979 | Kenia | 0:0 | Tanzania | Estadio Moi Internacional Sports, Nairobi |  |

| 4 de noviembre de 1979 | Uganda | 1:2 | Zambia | Estadio Moi Internacional Sports, Nairobi |  |

| 6 de noviembre de 1979 | Zambia | 2:2 | Tanzania | Estadio Moi Internacional Sports, Nairobi |  |

| 7 de noviembre de 1979 | Kenia | 3:1 | Uganda | Estadio Moi Internacional Sports, Nairobi |  |

| 9 de noviembre de 1979 | Tanzania | 5:3 | Uganda | Estadio Moi Internacional Sports, Nairobi |  |

| 10 de noviembre de 1979 | Zambia | 1:3 | Kenia | Estadio Moi Internacional Sports, Nairobi |  |

## Grupo B
| Equipo   | Pts | Pld | W | D | L | GF | GA | GD |
| -------- | --- | --- | - | - | - | -- | -- | -- |
| Malaui   | 4   | 2   | 2 | 0 | 0 | 8  | 0  | +8 |
| Zanzíbar | 1   | 2   | 0 | 1 | 1 | 1  | 5  | -4 |
| Sudán    | 1   | 2   | 0 | 1 | 1 | 1  | 5  | -4 |

| 4 de noviembre de 1979 | Malawi | 4:0 | Zanzíbar | Estadio Moi Internacional Sports, Nairobi |  |

| 7 de noviembre de 1979 | Sudán | 0:4 | Malawi | Estadio Moi Internacional Sports, Nairobi |  |

| 9 de noviembre de 1979 | Zanzíbar | 1:1 | Sudán | Estadio Moi Internacional Sports, Nairobi |  |

Zanzíbar terminó segundo por sorteo

## Semifinales
| 13 de noviembre de 1979 | Malawi | 4:0 | Tanzania | Estadio Moi Internacional Sports, Nairobi |  |

| 14 de noviembre de 1979 | Kenia | 2:0 | Zanzíbar | Estadio Moi Internacional Sports, Nairobi |  |

## Tercer lugar
| 16 de noviembre de 1979 | Tanzania | 2:1 | Zanzíbar | Estadio Nacional de Mombasa, Mombasa |  |

## Final
| 17 de noviembre de 1979 | Kenia | 2:3 | Malawi | Estadio Moi Internacional Sports, Nairobi |  |

| Malawi         |
| Campeón Malawi |
| Segundo título |